# Чемпіон (фільм, 1979, СРСР)
«Чемпіон» — радянський художній фільм 1979 року, знятий режисером Сергієм Шутовим на кіностудії «Казахфільм».

## Сюжет
За мотивами однойменної повісті Б. Сокпакбаєва. Про те, як дружба з веселою та кмітливою дівчинкою допомогла герою фільму подолати свою нерішучість і стати переможцем у шкільних змаганнях з боксу.

## У ролях
- Дархан Рсаєв — Мурат
- Гаухар Садвакасова — Женар
- Раїса Мухамедьярова — мати Мурата
- Амангельди Тажбаєв — батько Мурата
- Бікен Римова — бабуся Мурата
- Досхан Жолжоксинов — Ільяс Шарипович
- Аліхан Бейсембаєв — епізод
- А. Бекбергенов — епізод
- Мухтар Бахтигереєв — епізод
- Є. Андибаєв — епізод
- Майра Омарбаєва — епізод
- Д. Уразалієва — епізод
- Абдрашид Абдрахманов — епізод
- Байкенже Бельбаєв — епізод

## Знімальна група
- Режисер — Сергій Шутов
- Сценарист — Валентина Малиновська
- Оператор — Ігор Вовнянко
- Композитор — Геннадій Гладков
- Художник — Віктор Тихоненко